# Audioslave (Album)
Audioslave ist das Debütalbum der gleichnamigen Band. Es erschien am 18. November 2002 bei Epic Records und Interscope Records und ist das meistverkaufte Album der Band. Das Album war außerdem bei den Grammy Awards 2004 in der Kategorie Best Rock Album nominiert. Auch die Single Like a Stone erhielt für die Best Hard Rock Performance eine Nominierung.

## Entstehung und Aufnahme
Nachdem Sänger Zack de la Rocha im Oktober 2000 Rage Against the Machine aufgrund künstlerischer Differenzen verließ, waren die übrigen Bandmitglieder – Tom Morello, Tim Commerford und Brad Wilk – auf der Suche nach einem neuen Sänger. Auf Empfehlung von Produzent Rick Rubin tat sich die Band mit Chris Cornell zusammen, der zuvor vor allem als Sänger der Bands Soundgarden sowie Temple of the Dog bekannt wurde. Erste Arbeiten zum Album begannen im Mai 2001 mit dem Songwriting sowie ersten Aufnahmen, als Bandname wurde Civilian gewählt.
Im März 2002 stieg Cornell überraschend aus dem Projekt aus, nachdem es Unstimmigkeiten zwischen den verschiedenen Managements und Labels bezüglich der Rechteverwertung gab. Nachdem die rechtlichen Aspekte geklärt waren, schloss sich Cornell dem Projekt im Mai 2002 wieder an. Im September 2002 wurde der neue Bandname Audioslave vorgestellt, ebenso erschien mit Cochise eine Vorabsingle.
Das Album selbst erschien in Deutschland am 18. November 2002, in den USA wurde es einen Tag später veröffentlicht.

## Artwork
Das Albumcover wurde von Storm Thorgerson entworfen. Es zeigt eine goldene Statue einer Flamme, welche in einer Vulkanlandschaft steht, vor der Statue befindet sich eine Person. Während der vulkanische Hintergrund auf Lanzarote aufgenommen wurde, stand die Bronzestatue in einer Kohlemine in Großbritannien, die beiden Fotos wurden anschließend zusammengefügt. Laut Aussage des Künstlers soll die Vulkanasche die beiden vorherigen aufgelösten Bands – Rage Against the Machine und Soundgarden – darstellen, während die Flamme das neue Projekt Audioslave symbolisiert, in welchem die beiden Bands weiterleben.

## Titelliste
1. Cochise – 3:42
2. Show Me How to Live – 4:37
3. Gasoline – 4:40
4. What You Are – 4:09
5. Like a Stone – 4:54
6. Set It Off – 4:23
7. Shadow on the Sun – 5:43
8. I Am the Highway – 5:35
9. Exploder – 3:26
10. Hypnotize – 3:27
11. Bring Em Back Alive – 5:29
12. Light My Way – 5:03
13. Getaway Car – 4:59
14. The Last Remaining Light – 5:17

## Rezeption

### Kritiken
Von Musikkritikern wurde das Album positiv bis gemischt aufgenommen. Metacritic errechnet aus 19 Kritiken einen Durchschnittswert von 62 %, was dem Prädikat „generally favorable“ (dt. „im Allgemeinen positiv“) entspricht.
In der deutschen Presse wurde das Album größtenteils gelobt. So erhält Audioslave von laut.de die volle Punktzahl von fünf Sternen. Kritiker Eberhard Dobler bezeichnet das Album als „Top-Platte“, die keinen schlechten Song habe. Michael Rensen von Rock Hard vergibt 8,5 von 10 möglichen Punkten und schreibt, dass ihn das Album überzeugt habe, gleichzeitig vermisse er die innovativen Elemente, die er sonst mit Soundgarden und Rage Against the Machine verbinde. Auf Plattentests.de wird das Album mit 8 von 10 Punkten bewertet. Gelobt werden vor allem die Stimme Cornells und die Energie des Albums, allerdings wird auch hier die fehlende Innovation angemerkt. Metal.de vergibt ebenfalls 8 von 10 Punkten und bezeichnet Audioslave als „eines der Alben des Jahres.“
Vor allem im englischsprachigen Raum wurde Audioslave wesentlich gemischter rezensiert. Gelobt wurde das Album unter anderem von Entertainment Weekly, welche die Schulnote A- (91 %) vergeben und vor allem das Zusammenspiel zwischen den einzelnen Mitgliedern loben. Wesentlich kritischer äußert sich der New Musical Express, in welchem das Album als nichtssagend bezeichnet wird, da vor allem die Texte zu inhaltslos seien. In der Endabrechnung wird Audioslave mit zwei von fünf möglichen Sternen bewertet. Noch negativer äußert sich Pitchfork.com zu dem Album und vergibt 1,7 von 10 Punkten. Kritisiert wurde vor allem die Entpolitisierung der Rage-Against-the-Machine-Mitglieder, wodurch die Musik „leblos“ und „vorhersehbar“ wirke.

### Preise
Das Album war bei den Grammy Awards 2004 in der Kategorie für das beste Rock-Album nominiert, unterlag dort aber One by One von den Foo Fighters. Auch die Single Like a Stone erhielt in der Kategorie für die beste Hard-Rock-Darbietung eine Nominierung, hier war jedoch Bring Me to Life von Evanescence und Paul McCoy erfolgreich.
Von den Lesern des Musikmagazins Visions wurde das Album im Jahr 2005 auf Platz 115 der 150 Alben für die Ewigkeit gewählt. Bei einer erneuten Abstimmung im Jahr 2017 erreichte das Album Platz 131, diesmal standen 300 Alben auf der Bestenliste. Auch Rock Hard listet Audioslave unter den 500 besten Rock- und Metal-Alben, in der Bewertung von 2005 liegt das Album auf Platz 281.

## Kommerzieller Erfolg

### Chartplatzierungen
In den Charts konnte Audioslave mit Platz vier in Neuseeland, Platz fünf in Norwegen, Platz sechs in Kanada, Platz sieben in den USA, sowie Platz acht in Australien insgesamt fünf Top-Ten-Platzierungen erreichen. Weitere Chartplatzierungen gab es in Schweden (Platz 14), Großbritannien (Platz 19), Irland (Platz 21), Italien (Platz 26), Finnland (Platz 28), den Niederlanden (Platz 30), Polen (Platz 30), der Schweiz (Platz 34), Dänemark (Platz 37), Deutschland (Platz 39), Frankreich (Platz 51), sowie Österreich (Platz 53).
Die erste Singleauskopplung des Albums, Cochise, konnte in Großbritannien (Platz 24), Italien (Platz 33), sowie den USA (Platz 69) in die Single-Charts einsteigen. Der nachfolgenden Single, Like a Stone, gelang dies in Neuseeland (Platz 14), den USA (Platz 31), Australien (Platz 35), sowie Italien (Platz 40). Mit I Am The Highway kam eine weitere Single in Neuseeland (Platz 36) und den USA (Platz 66) in die Charts.
In den Jahreshitparaden erreichte Audioslave Platz fünf in Neuseeland, Platz 34 in Australien sowie Platz 23 in den USA.
| ChartsChartplatzierungen       | Höchstplatzierung | Wochen |
| ------------------------------ | ----------------- | ------ |
| Deutschland (GfK)              | 39 (18 Wo.)       | 18     |
| Österreich (Ö3)                | 53 (4 Wo.)        | 4      |
| Schweiz (IFPI)                 | 34 (16 Wo.)       | 16     |
| Vereinigte Staaten (Billboard) | 7 (100 Wo.)       | 100    |
| Vereinigtes Königreich (OCC)   | 19 (28 Wo.)       | 28     |

| ChartsJahrescharts (2003)      | Platzierung |
| ------------------------------ | ----------- |
| Vereinigte Staaten (Billboard) | 23          |

| ChartsJahrescharts (2004)      | Platzierung |
| ------------------------------ | ----------- |
| Vereinigte Staaten (Billboard) | 100         |

### Auszeichnungen für Musikverkäufe
| Land/Region                  | Auszeichnungen für Musikverkäufe (Land/Region, Auszeichnung, Verkäufe) | Verkäufe  |
| ---------------------------- | ---------------------------------------------------------------------- | --------- |
| Australien (ARIA)            | 3× Platin                                                              | 210.000   |
| Brasilien (PMB)              | Gold                                                                   | 50.000    |
| Dänemark (IFPI)              | 2× Platin                                                              | 40.000    |
| Deutschland (BVMI)           | Gold                                                                   | 100.000   |
| Finnland (IFPI)              | Gold                                                                   | 15.850    |
| Kanada (MC)                  | 2× Platin                                                              | 200.000   |
| Italien (FIMI)               | Gold                                                                   | 25.000    |
| Neuseeland (RMNZ)            | 3× Platin                                                              | 45.000    |
| Norwegen (IFPI)              | Gold                                                                   | 20.000    |
| Vereinigte Staaten (RIAA)    | 3× Platin                                                              | 3.000.000 |
| Vereinigtes Königreich (BPI) | Platin                                                                 | 300.000   |
| Insgesamt                    | 5× Gold · 12× Platin ·                                                 | 4.055.850 |